# Дигорское городское поселение
Дигорское городско́е поселе́ние — муниципальное образование в Дигорском районе Северной Осетии Российской Федерации.
Административный центр — город Дигора.

## История
Статус и границы городского поселения установлены Законом Республики Северная Осетия-Алания от 5 марта 2005 года № 13-рз «Об установлении границ муниципального образования Дигорский район, наделении его статусом муниципального района, образовании в его составе муниципальных образований - городского и сельских поселений и установлении их границ»

## Население
| 2010    | 2011    | 2012    | 2013    | 2014    | 2015    | 2016    |
| ------- | ------- | ------- | ------- | ------- | ------- | ------- |
| 10 856  | ↘10 850 | ↘10 674 | ↘10 462 | ↘10 355 | ↘10 273 | ↘10 134 |
| 2017    | 2018    | 2019    | 2020    | 2021    | 2023    | 2024    |
| ↗10 135 | ↘10 075 | ↘10 072 | ↗10 089 | ↘9922   | ↗9994   | ↗10 068 |

## Состав городского поселения
| № | Населённый пункт | Тип населённого пункта        | Население |
| - | ---------------- | ----------------------------- | --------- |
| 1 | Дигора           | город, административный центр | ↗10 068   |

## Местное самоуправление
Председатели Собрания представителей
- с 2008 года — Карданов Тимур Заурбекович

Главы администрации
- с 2012 года — Касаев Алик Петрович